# Нотариум

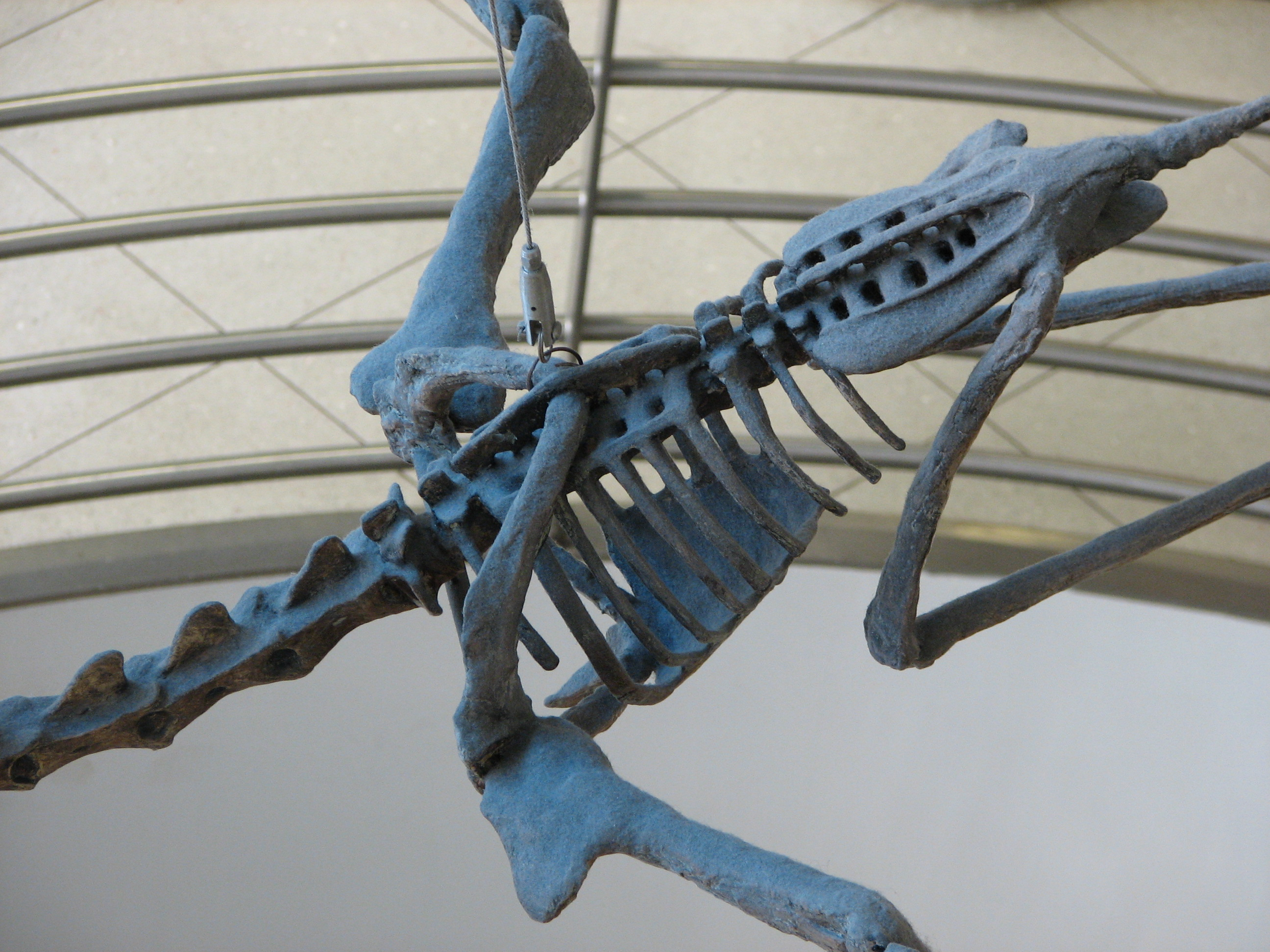
Часть скелета птеранодона с нотариумом между лопатками

Нотариум (лат. notarium), или спинная кость (os dorsale) — кость, состоящая из слитых грудных (спинных) позвонков у некоторых птиц и птерозавров. Слово образовано из др.-греч. νότος — «назад» и лат. -arium — «вместилище».

## Описание
Структура служит для стабилизации позвоночника и противодействия силам, возникающим во время взмаха крыла. У птиц нотариум включает от 2 до 6 позвонков, которые скреплены с соседними позвонками и рёбрами, в то время, как у птерозавров нотариум сочленён ещё и с лопаткой. Последнее соединение уникально среди четвероногих, поскольку ни у одного другого таксона нет прямой связи между грудным поясом и позвоночным столбом (за исключением видов, имеющих ключицы, где ключица шарнирно соединена с грудиной, которая, в свою очередь, связана с позвонками через рёбра, что подразумевает косвенное соединение). У некоторых родов птиц, например, у представителей голубиных, эта структура непосредственно контактирует со сложным крестцом, без свободного грудного позвонка, а у пеликанов последние грудные позвонки даже сливаются со сложным крестцом, не образуя отдельной структуры. Очень выражен нотариум в скелете птеранодона, где воедино слиты первые 8 спинных позвонков.

## Распространённость
Среди птиц нотариум обнаружен у некоторых или всех представителей курообразных (Galliformes), тинаму (Tinamidae), поганковых (Podicipedidae), баклановых (Phalacrocoracidae), ибисовых (Threskiornithidae), фламинговых (Phoenicopteridae), соколиных (Falconidae), журавлиных (Gruidae), арамовых (Aramidae), трубачей (Psophiidae), кагу (Rhinochetidae), солнечной цапли (Eurypygidae), мадагаскарских пастушков (Mesitornithidae), рябковых (Pteroclididae), голубиных (Columbidae), гоацинов (Opisthocomidae), гуахаро (Steatornithidae). По-видимому, он независимо возникал в эволюции птиц не менее 10 раз.
Среди птерозавров нотариум есть у представителей подотряда короткохвостых птеродактилей (Pterodactyloidea), однако отсутствует у всех базальных и ранних длиннохвостых птерозавров.